# Pigalle

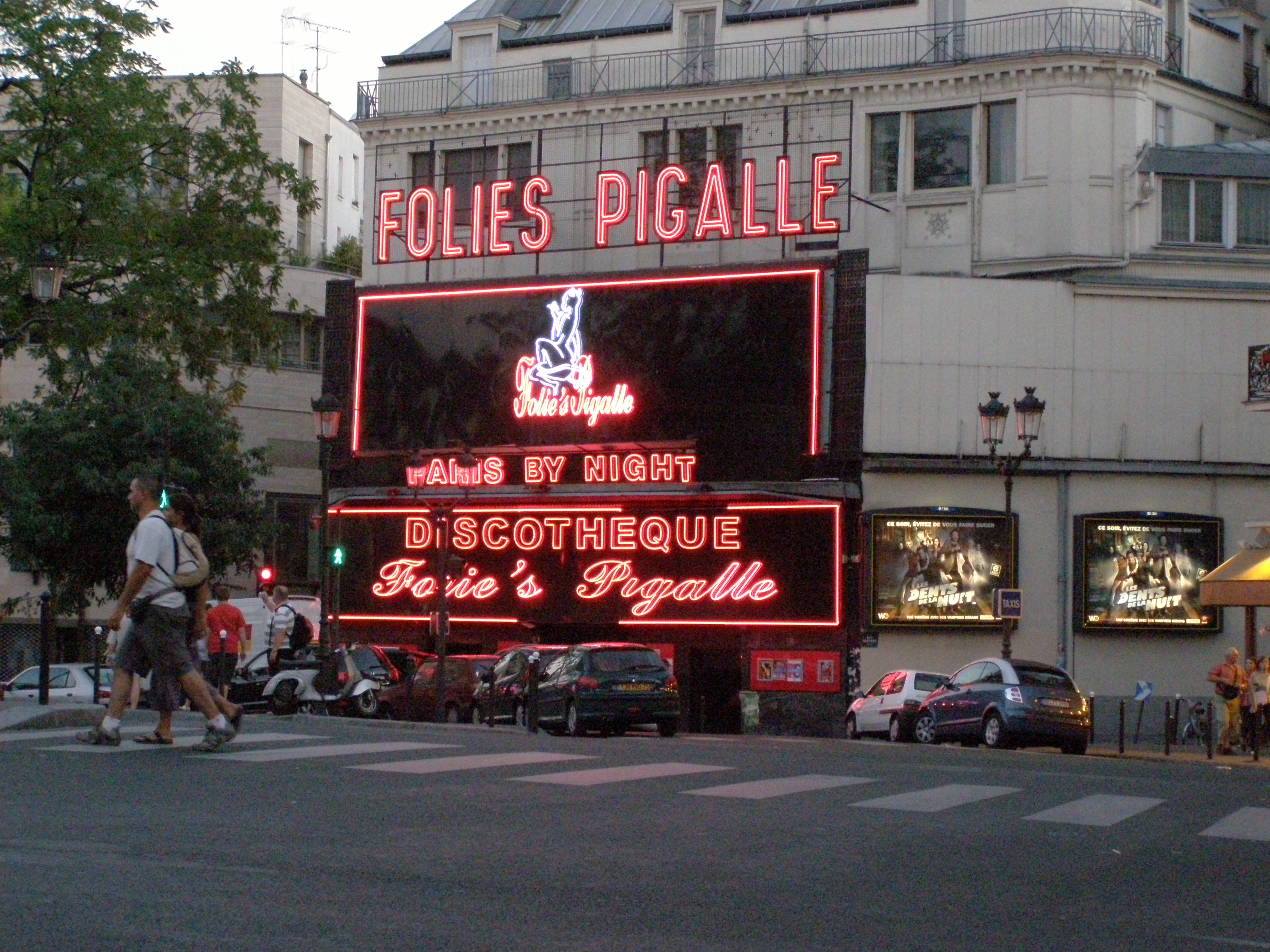
Folies Pigalle vid Place Pigalle

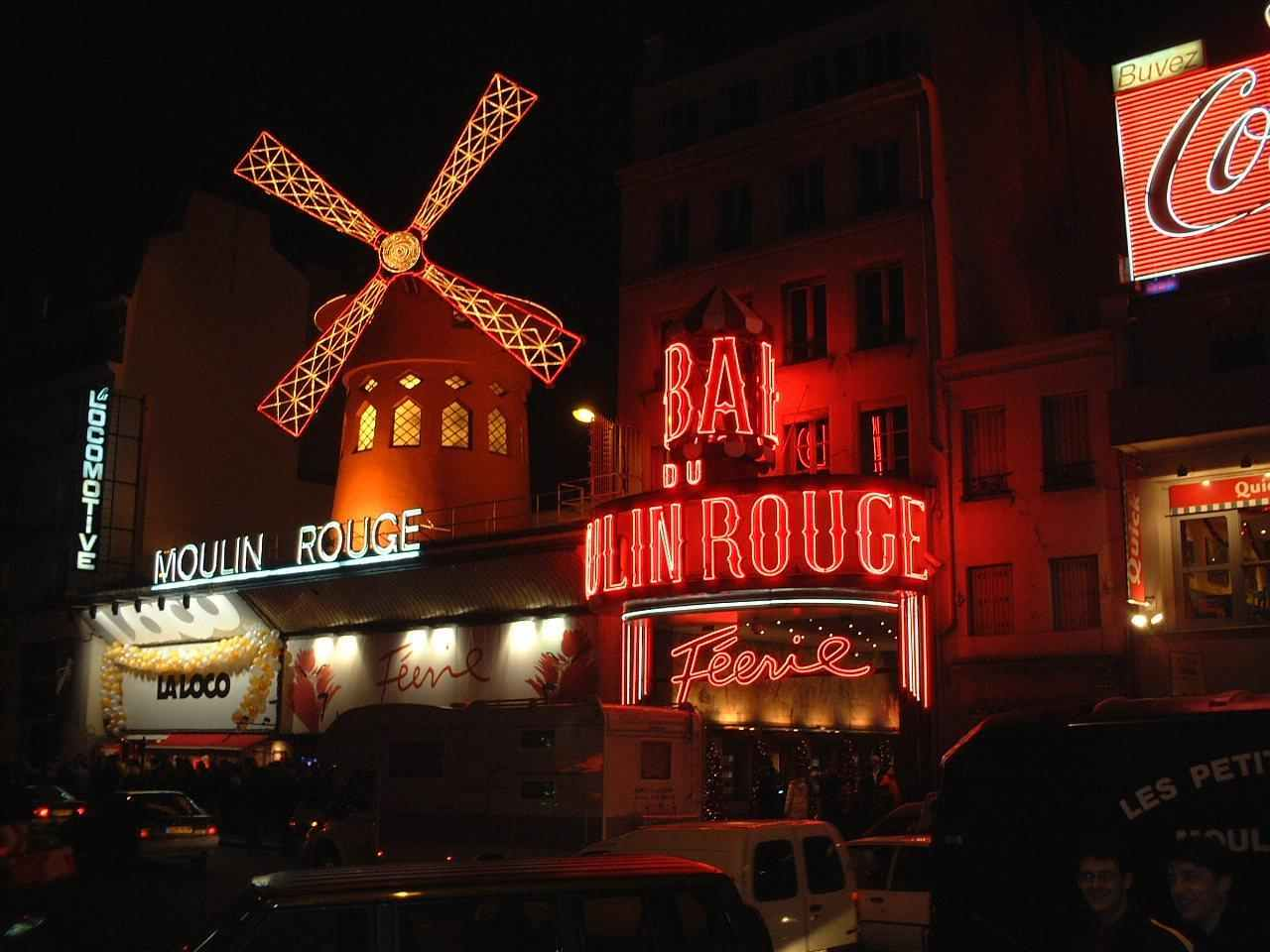
Moulin Rouge, Pigallekvarteren

Pigalle är ett nöjesdistrikt i Paris känt som Paris red-light district  samt även ett populärt turistdistrikt med många sexbutiker, teatrar och strippshower vid Place Pigalle och de närliggande boulevarderna såsom Boulevard de Clichy. Pigalle är uppkallat efter skulptören Jean-Baptiste Pigalle (1714–1785). Andra världskrigets allierade soldater gav området smeknamnet "Pig Alley" på grund av grannskapets dekadens. I området finns bland annat Le Divan du Monde som är en före detta teater som numera är en konsertlokal, kabareteatern Moulin Rouge, teatern Le Trianon och Erotikmuseet Musee-de-l'erotisme. Området skildras i filmen Moulin Rouge.

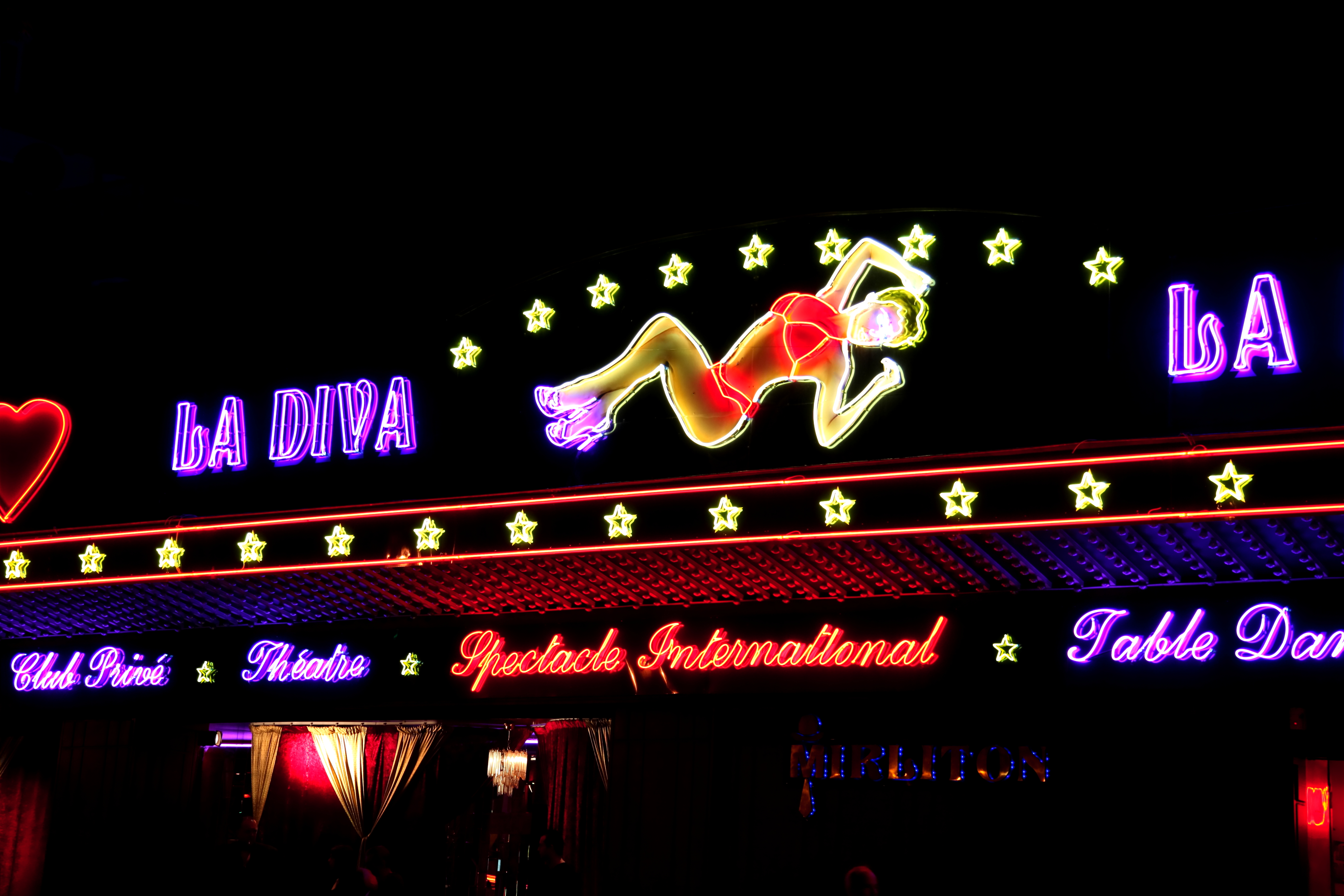
Nattklubb
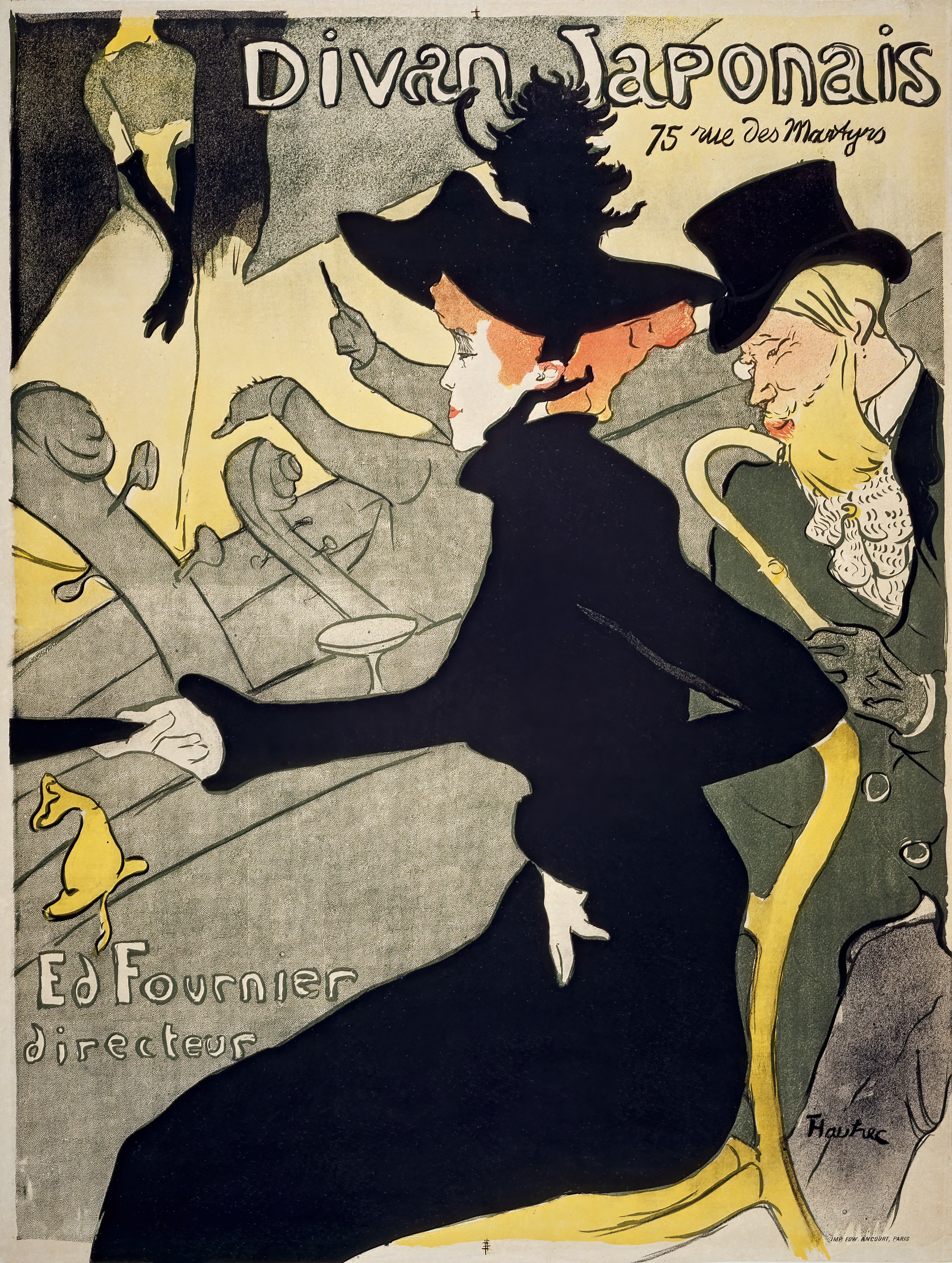
Divan du Monde
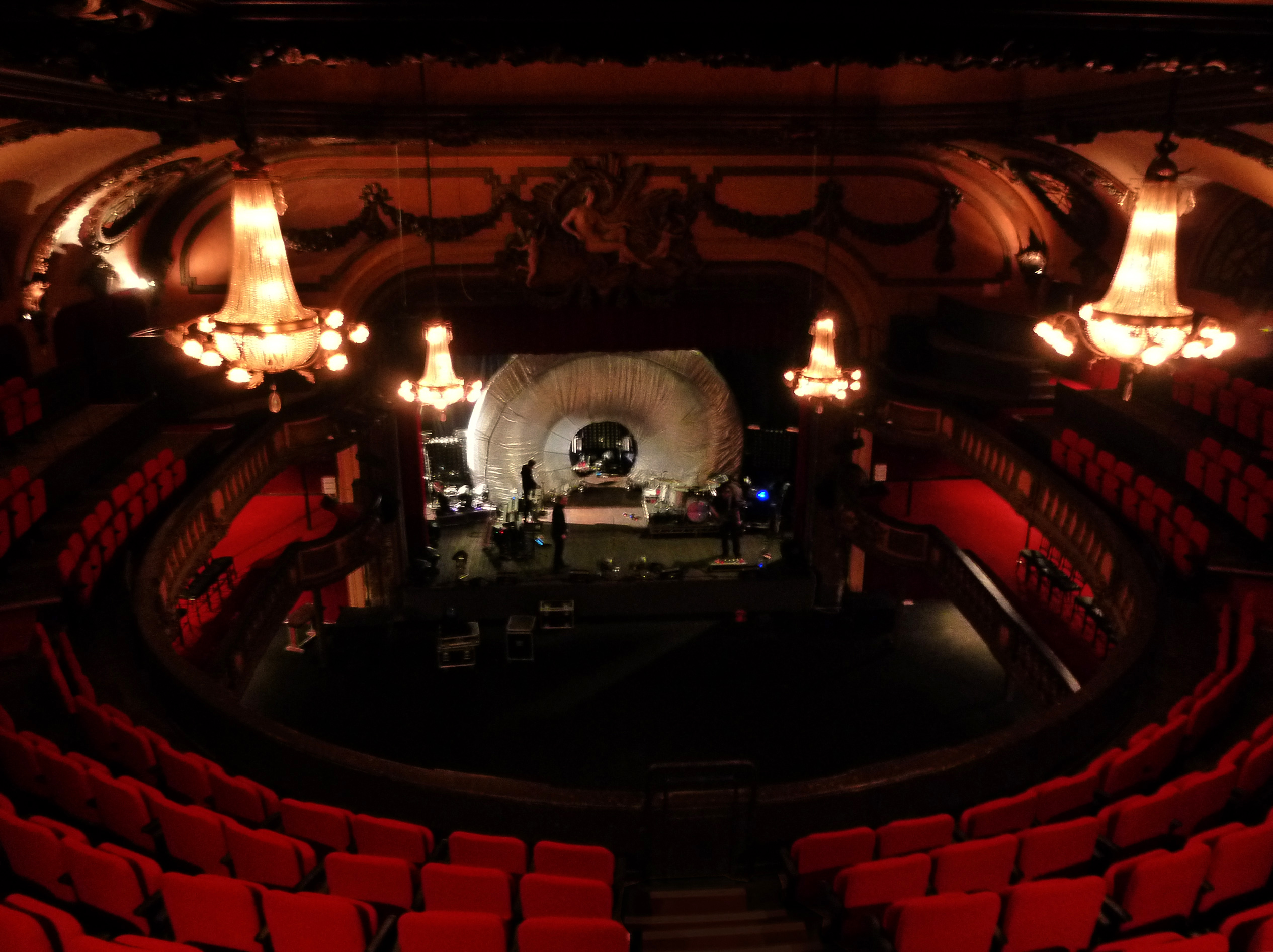
Le Trianon
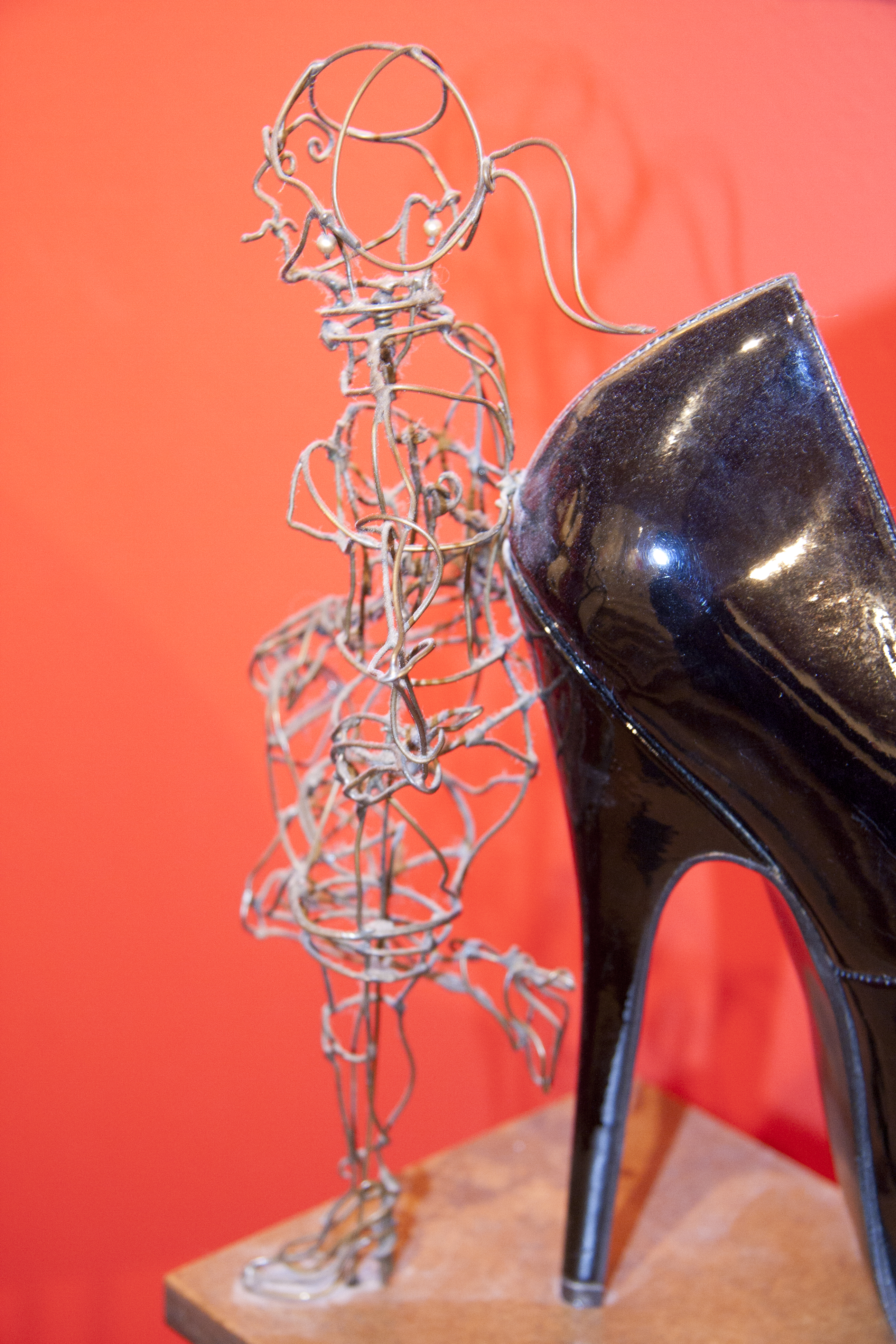
Musee-de-l'erotisme
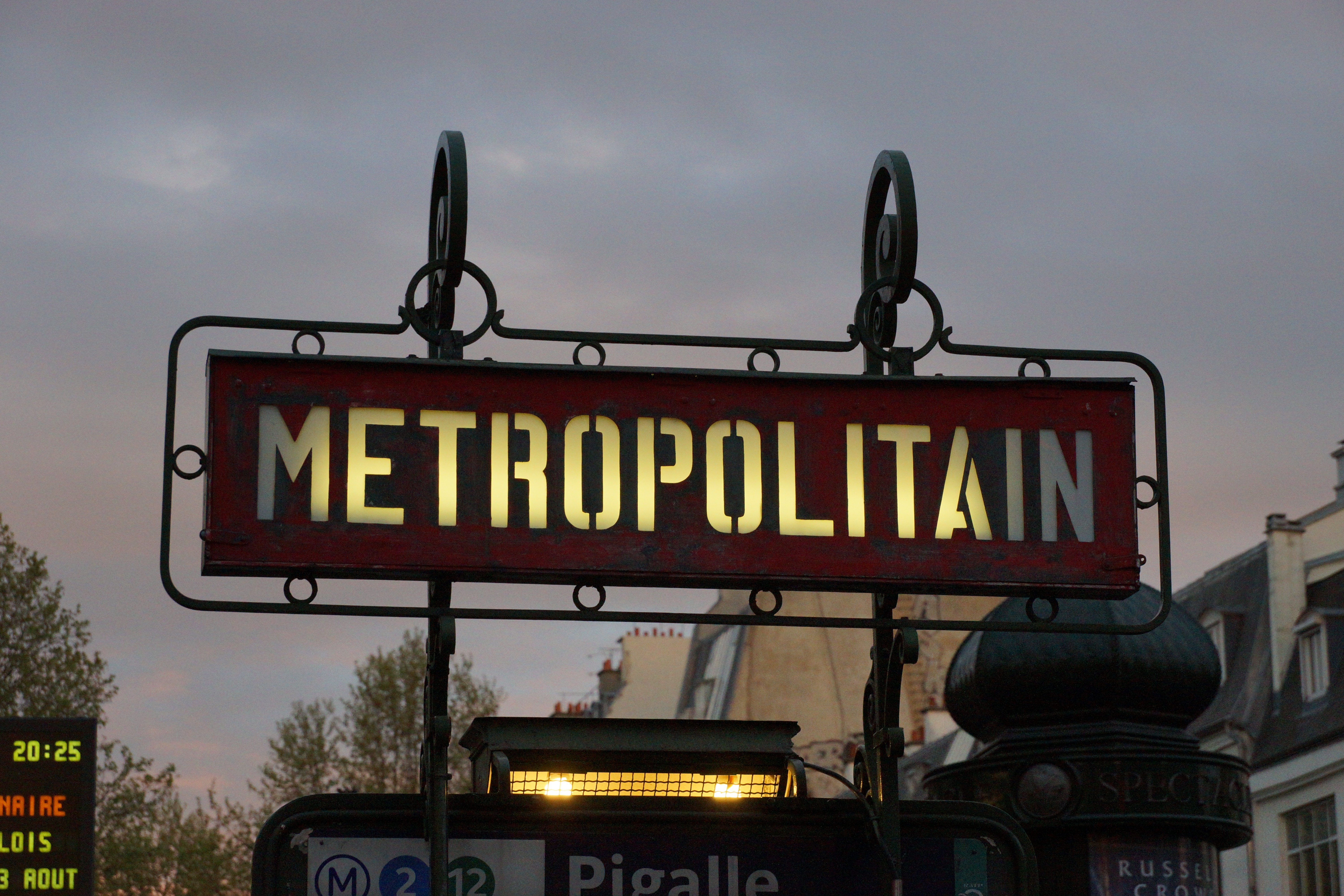
Metrostation Pigalle